# 5763 Williamtobin
Az 5763 Williamtobin (ideiglenes jelöléssel 1982 MA) a Naprendszer kisbolygóövében található aszteroida. Gilmore és Kilmartin fedezte fel 1982. június 23-án.